# امپراتور گو-سوزاکو
امپراتور گو-سوزاکو ((به ژاپنی: 後朱雀天皇)؛ شصت و نهمین امپراتور ژاپن بود. همسر او فوجیوارا نو کیشی دختر فوجیوارا نو میچیناگا بود.